# Nagaravadhu
Nagaravadhu (en alphasyllabaire malayalam : നഗരവധു) est un film indien du cinéma malayalam réalisé par Kaladharan et sorti le 30 novembre 2001. Il met en vedette les acteurs Vani Viswanath, Ramya Krishnan et Saikumar.

## Synopsis
Vani Viswanath joue le personnage principal, Sukanya, une jeune et charmante étudiante en médecine. Babuji, un homme politique malin, éprouve envers elle des sentiments qui mèneront au meurtre de son petit ami. Babuji organise le faux mariage de Sukanya, qui est alors forcée de satisfaire les envies de son « mari ». Mais elle gagne rapidement la confiance de Babuji et entre dans le monde du pouvoir et de la politique avec lui. Elle parvient à prendre sa revanche sur Babuji.

## Distribution
- Vani Viswanath : Sukanya
- Ramya Krishnan : Nirmala
- Saikumar (en) : Narendra Babuji
- Rajan P. Dev (en) : Mamaji
- Janardhanan (en) : Kesari Govinda Pillai
- Baiju (en) : Eby Kuruvila
- N. F. Varghese (en) : Hrishikesh Parameswaran Nampoothiri IPS
- Spadikam George (en)
- Harisree Ashokan (en)
- Jayakrishnan
- V. D. Rajappan (en)
- Premachandran
- Indrans (en)
- Mani C. Kappan (en) : Tripathi